# Кризис в шести сценах
«Кри́зис в шести́ сце́нах» (англ. Crisis in Six Scenes) — американский шестисерийный мини-сериал, написанный и срежиссированный Вуди Алленом для Amazon Studios. Аллен написал сценарии и выступил режиссёром всех шести получасовых эпизодов, тем самым впервые проделав подобное для телевидения. Сериал будет доступен исключительно на Amazon Video в США, Великобритании и Германии.
В мае 2016 года Аллен объявил, что работа над сериалом завершена, а также подтвердил, что продолжение не планируется. Все серии мини-сериала были выпущены 30 сентября 2016 года.

## Актёрский состав
| - Вуди Аллен — Сидни Мунцзингер - Майли Сайрус — Ленни Дейл - Элейн Мэй — Кэй Мунцзингер - Рэйчел Броснахэн — Элли - Джон Магаро — Алан Брокман | - Бекки Энн Бейкер — Ли - Джой Бехар — Энн - Льюис Блэк — Эл - Кристин Эберсоул — Ева - Гад Эльмалех — Мо - Дэвид Харбор — Вик - Маргарет Лэдд — Гэйл - Майкл Рапапорт — Майк - Ребекка Шулл — Роуз |

## Производство

### Разработка
В соперничестве Netflix и других телесетей за проект, Вуди Аллен отдал предпочтение Amazon. Проект был объявлен в течение нескольких дней после того, как другой оригинальный комедийно-драматический телесериал Amazon — «Очевидное» — выиграл награду на 72-й церемонии вручения премии «Золотой глобус». В последний раз, когда Аллен писал оригинальный сценарий для телевидения, был в 1950-х годах для Сида Сизара.
В интервью в мае 2015 года Аллен сказал, что работа над сериалом является «очень, очень сложной» и что он «пожалел о каждой секунде, с тех пор как согласился». О сериале Аллен сказал: «Не знаю, как я ввязался в это. У меня нет никаких идей и я не уверен с чего начинать. Подозреваю, что Рой Принс [глава Amazon Studios] пожалеет об этом».

### Кастинг
В январе 2016 года было объявлено, что в сериале снимутся Аллен, Элейн Мэй и Майли Сайрус, а также что съёмки начнутся в марте этого же года. В феврале 2016 года к актёрскому составу присоединились Джон Магаро и Рэйчел Броснахэн. В марте 2016 года Майкл Рапапорт, Бекки Энн Бейкер, Маргарет Лэдд, Джой Бехар, Ребекка Шулл, Дэвид Харбор и Кристин Эберсоул также получили роли в проекте.

## Отзывы критиков
«Кризис в шести сценах» получил в общем негативные отзывы критиков. На сайте-агрегаторе Rotten Tomatoes у сериала 21 % «свежести», основываясь на 39 отзывах, со средним рейтингом 4,9 из 10. Критический консенсус сайта гласит: «Способности Вуди Аллена как режиссёра оказались плохо подходящими для малого экрана, что видно из „Кризиса в шести сценах“ — многословного, несмешного и в целом неинтересного проекта, похороненного под многочисленными более занимательными предложениями». На Metacritic мини-сериал имеет более обычный рейтинг — 44 балла из 100, что основано на 44-х «смешанных и средних» рецензиях критиков.